# Yemi Alade

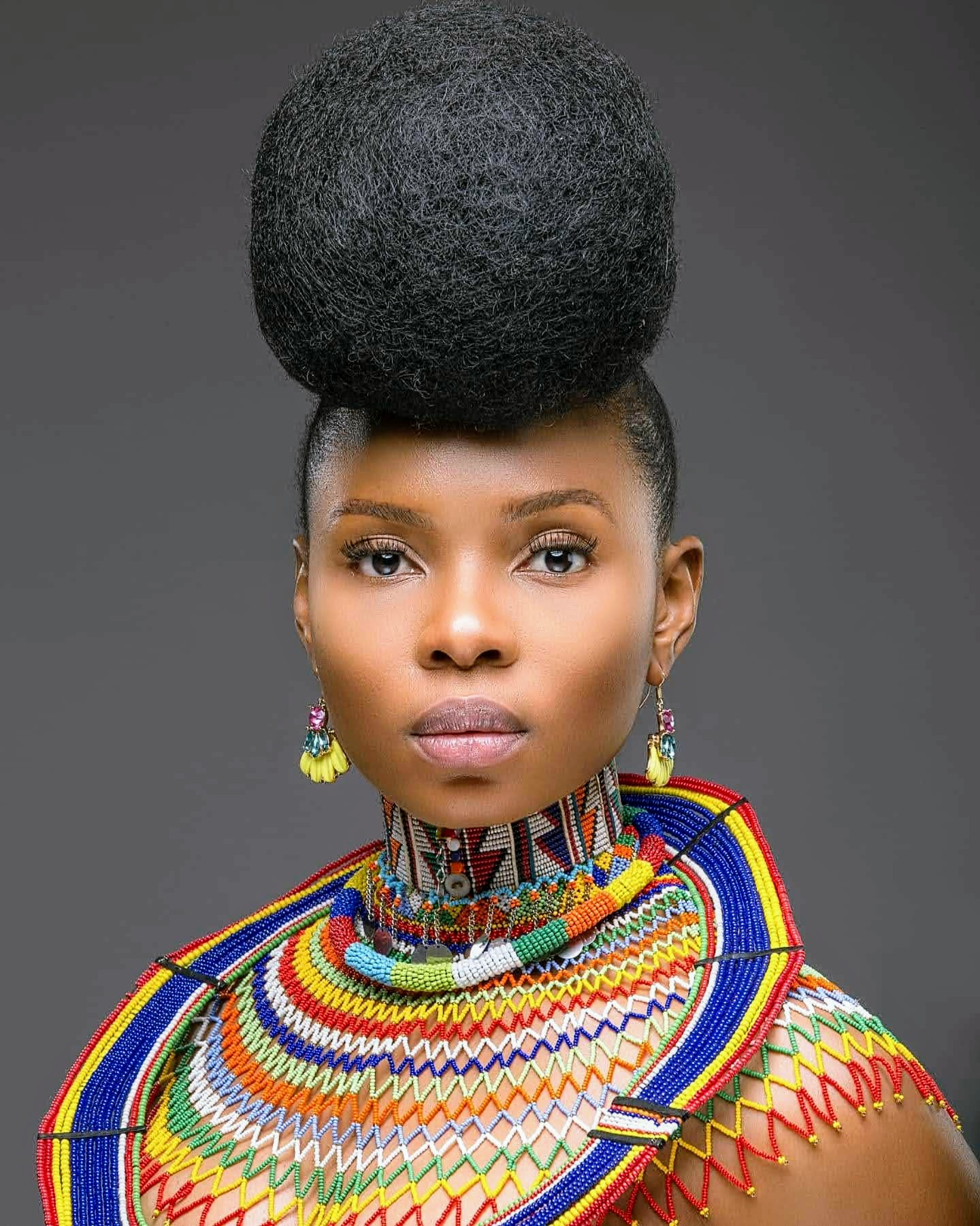
Yemi Alade

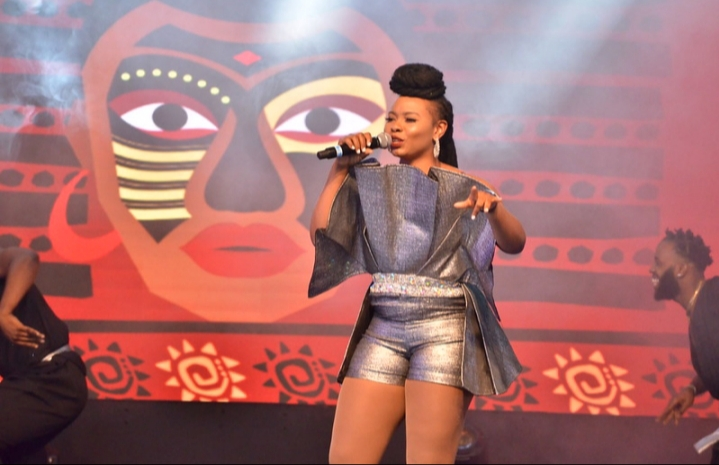
Yemi Alade, Nairobi Summit, 2019

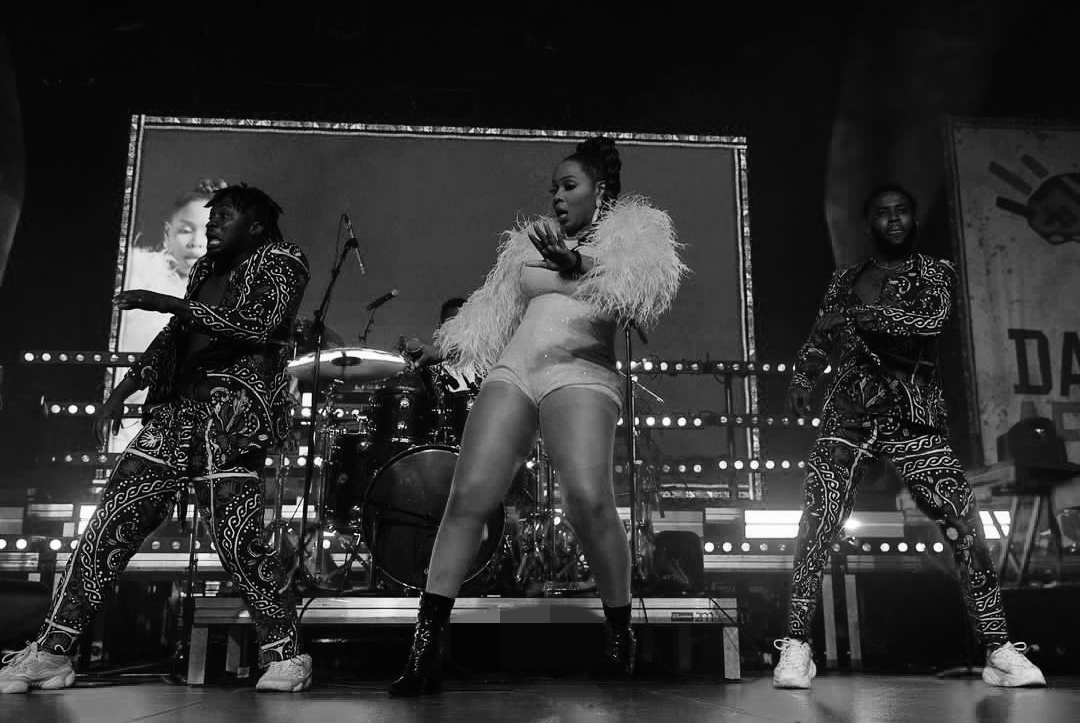
Yemi Alade, Sydney, 2019

Yemi Eberechi Alade (* 13. März 1989) ist eine nigerianische AfroPop-Sängerin, Songwriterin, Schauspielerin und Aktivistin.
Sie singt in den Sprachen Englisch, Igbo, Pidgin, Yoruba, Swahili, Französisch und Portugiesisch. Auf Grund ihrer Vielseitigkeit (Verwendung verschiedener afrikanischer Sprachen und Kleidung in ihren Liedern und Musikvideos) wird sie auch „Mama Africa“ genannt (nicht zu Verwechseln mit Mama Afrika).

## Leben und Karriere
Ihr Vater ist Yoruba aus dem nigerianischen Bundesstaat Ondo und ihre Mutter Igbo aus dem Bundesstaat Abia.
Sie war Studentin an der Universität Lagos.
Sie gewann 2009 die Peak Talent Show und war anschließend bei der Effyzzie Music Group unter Vertrag. Bei diesem Musiklabel hat sie 2014 mit der Single „Johnny“ Ihren ersten großen Hit veröffentlicht. Seitdem hat Yemi Alade in der Musikindustrie an Bedeutung gewonnen und gehört, neben Tiwa Savage, mittlerweile zu einer der bedeutendsten und erfolgreichsten Musikinterpretinnen des Afrikanischen Kontinents.
Die Veröffentlichungen ihrer Alben King of Queens und Mama Africa waren große kommerziellen Erfolge. Es folgten jeweils Welttourneen.
Yemi Alade veröffentlichte ihr Debütalbum King of Queens am 2. Oktober 2014, auf der auch ihre Single „Johnny“ erschien. Dieses Album wurde bei den Nigerian Entertainment Awards 2015 und den Headies Awards 2015 für das Album des Jahres nominiert.
Am 25. März 2016 veröffentlichte Yemi Alade ihr zweites Album mit dem Titel Mama Africa. Es gewann das World Beat Album bei den Independent Music Awards 2016.
Im Jahr 2016 debütierte sie auf Billboard als Nr. 4 der „Next Big Sound“.
Sie gewann 2015 und 2016 die MTV African Music Awards als jeweils beste Frau in Folge und wurde 2015 für die Künstlerin des Jahres nominiert. Damit war sie die erste Frau, die zweimal hintereinander die MAMAs als jeweils beste Frau gewann und für die Künstlerin des Jahres nominiert wurde. Im Jahr 2015 war Yemi Alade zudem die erste Afrikanerin, die für die MTV Europe Music Awards (EMAs) nominiert wurde. Zudem wurde sie 2015 und 2016 für die BET Awards als Best International Act: Africa nominiert. Sie hat 2018 und 2019 den Headies Award als beste Darstellerin gewonnen.
Yemi Alade wird für ihre kreativen Bühnenauftritte, Mode und Musikvideos gelobt. Sie hat den Rekord für das meistgesehene, weibliche, afrikanische Musikvideo auf YouTube.
Im Jahr 2022 wählte The Scoove Africa Yemi Alade zum bisher besten Bühnenkünstler Nigerias.

## Engagement
Yemi Alade hat sich in den Jahren ihrer Musikkarriere in Advocacy-Programmen engagiert. Sie ist eine UN-Goodwill-Botschafterin.
Am 13. Mai 2015 schloss sich Yemi Alade mit sieben bekannten Sängerinnen aus Afrika für die ONE-Mission und EINE Mission zusammen – Celebrating Girl Power! Die Kampagne ruft die Staats- und Regierungschefs der Welt dazu auf, Mädchen und Frauen im Jahr 2015 in den Vordergrund zu stellen. Dies ist das Jahr, in dem die neuen Entwicklungsziele von den Staats- und Regierungschefs der Welt bei den Vereinten Nationen festzulegen waren. Neben Vanessa Mdee sind dies Victoria Kimani (Kenia), Judith Sephuma (Südafrika), Waje (Nigeria), Arielle T (Gabun), Gabriela (Mosambik), Vanessa Mdee (Tansania), Selomor Mtukudzi (Simbabwe) und Blessing Nwafor  (Südafrika). Das Lied Strong Girl bewirbt die Kampagne „Armut ist sexistisch“ weltweit und wurde offiziell in Nigeria, Mosambik, Simbabwe und Südafrika während des Weltwirtschaftsforums für Afrika und des Gipfeltreffens der Staats- und Regierungschefs der Afrikanischen Union vorgestellt.
Yemi Alade trat 2019 auf dem Nairobi Summit on ICPD25 auf.
Am 9. Juni 2020 wurde Yemi Alade als eine der führenden Künstler und Musiker aus aller Welt ausgewählt, um bei The Global Goal: Unite for our future aufzutreten, welches von Global Citizen gesponsert wurde. Grund war die unverhältnismäßigen Auswirkungen der COVID-19-Pandemie, insbesondere an den entlegenen Orten Afrikas und anderer Weltregionen, hervorzuheben. Sie trat dort am 27. Juni 2020 neben Miley Cyrus, Shakira, J Balvin, Jennifer Hudson, Coldplay, Usher, Justin Bieber, Quavo, Christine and the Queens und Chloe x Halle auf.

## Diskographie
Veröffentlichte Alben:
- King of Queens (2015)
- Mama Africa (2016)
- Black Magic (2017)
- Woman of Steel (2019)
- Empress (2020)
- African Baddie (2022)

Veröffentlichte EPs:
- Mama Afrique (2017)
- Queendoncom (2021)